# Justine del Corte

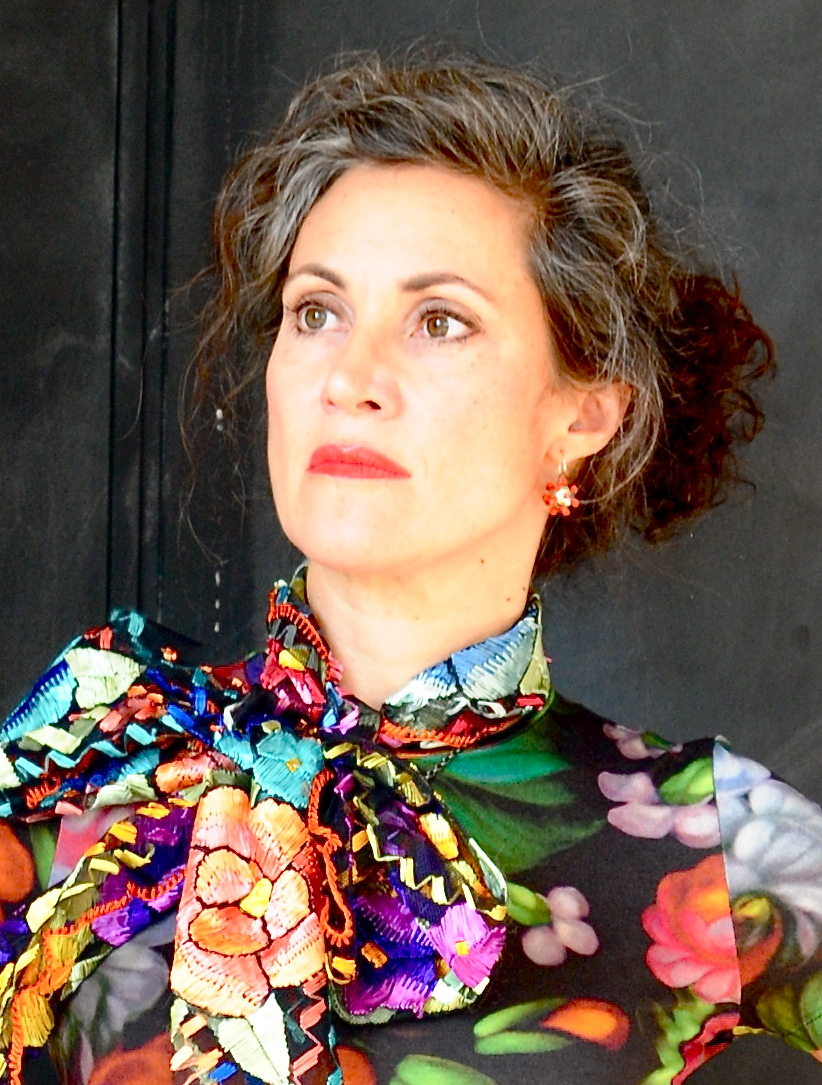
Justine del Corte, 2012

Justine del Corte, auch Justina del Corte (* 1966 in Culiacán, Sinaloa, Mexiko) ist eine deutsche Schauspielerin, Theater- und Drehbuchautorin mexikanischer Herkunft.

## Werdegang
Justine del Corte ist die Tochter eines Mexikaners und einer Deutschen sowie Enkelin eines aus Spanien exilierten sephardischen Rabbiners, der sich als Zeitungsherausgeber profilierte, und einer indigenen Großmutter. Seit ihrem zehnten Lebensjahr lebt sie in Berlin und besitzt die deutsche Staatsbürgerschaft. Ihre Schauspielausbildung absolvierte del Corte an der Universität der Künste Berlin  sowie in New York, zudem studierte sie Filmproduktion und Regie an der Filmhochschule in Hamburg.
Mit 19 wurde sie Mitglied der mexikanischen Theatertruppe Compania Divas, durch die sie anlässlich eines Gastspiels nach Wien kam. Im Folgenden blieb sie dort eine Weile und wirkte in diversen Projekten von Filmstudenten mit.
Ihren ersten Kinofilm, Dr. M, drehte del Corte 1989 mit dem Regisseur Claude Chabrol. Daneben war sie in diversen TV-Produktionen zu sehen, z. B. in den Krimi-Reihen Die Kommissarin und Wolffs Revier. Zudem verkörperte sie in bekannten Serienproduktionen wie Das Traumschiff, Marienhof, In aller Freundschaft und Die Stein verschiedene Episodenrollen. 1996 verfasste sie außerdem das Drehbuch zu der 35-minütigen Dokumentation Teotihuacán über die gleichnamige Ruinenstätte.
Ihrem Bühnendebüt als Stella in Goethes gleichnamigem Stück, welches im Jahre 1992 unter der Regie von Edith Clever bei den Salzburger Festspielen inszeniert wurde, folgten zahlreiche Theaterproduktionen, etwa am Staatstheater Stuttgart oder am Theater Bremen. Zudem war sie Ensemblemitglied der Hamburger Kammerspiele und der Schaubühne Berlin.
Darüber hinaus schreibt Corte seit 2004 eigene Stücke für die Bühne. Zunächst arbeitete sie mit Roland Schimmelpfennig zusammen, der im Auftrag des Nationaltheaters Santiago de Chile eine Aufführung über das Leben des chilenischen Literatur-Nobelpreisträgers Pablo Neruda zu dessen 100. Geburtstag inszenierte. Das daraus entstandene Stück Canto minor debütierte am 12. Mai 2004 unter der Regie von Raúl Osorio am Chilenischen Nationaltheater und wurde zudem 2011 als Gastspiel beim 36. Mülheimer Theatertreffen aufgeführt.
Del Cortes eigenes Erstlingswerk als Bühnenautorin, Der Alptraum vom Glück, wurde erstmals am 8. Juni 2007 bei den Ruhrfestspielen in Recklinghausen – in Kooperation mit dem Schauspielhaus Bochum – von Elmar Goerden inszeniert. Laut Christian Rakow legt es eine besonders bedrückende Bestandsaufnahme alltäglichen weiblichen Missvergnügens vor und stellt darin die Hilflosigkeit ihrer Figuren im Dasein dar.
In erneuter Zusammenarbeit mit Schimmelpfennig, der dieses Mal Regie führte, brachte sie am 19. Januar 2008 am Schauspielhaus am Pfauen in Zürich ihr zweites Stück Die Ratte auf die Bühne. Die schwarze Boulevardkomödie erinnert an Yasmina Rezas Der Gott des Gemetzels und zeigt zwei Schwestern mit deren Partnern, die im Handlungsverlauf in innigem Streit vereint und in unterschiedlichsten Koalitionen mit- und gegeneinander aufgestellt charakterisiert werden, wie es Christoph Fellmann in seiner Rezension schreibt.
Ebenfalls auf der Pfauenbühne wurde am 24. Oktober 2008 das Stück Sex unter der Regie von Matthias Hartmann erstmals zur Aufführung gebracht. Darin wird u. a. die Auseinandersetzung mit Sexualität in der Spannbreite menschlicher Verhaltensweisen thematisiert. Zuvor wurde Sex bereits als eines von vier Stücken zu den Hamburger Autorentheatertagen 2007 ans Thalia Theater eingeladen. Außerdem inszenierte der Bühnenbildner Johannes Schütz das Schauspiel 2011 gemeinsam mit der Autorin am Staatstheater Kassel.
Am 9. September 2012 hatte „Der Komet“ – ein weiteres ihrer Stücke – am Akademietheater in Wien Uraufführung, wobei del Corte diesmal gemeinsam mit Schimmelpfennig Regie führte.
Corte wurde deutschsprachig aufgezogen und spricht zudem Englisch und Spanisch fließend.

## Filmografie

### Kino
- 1990: Dr. M
- 1992: Der Erdnußmann
- 1996: Kino im Kopf
- 2004: Wer küsst schon einen Leguan? (als Frau Brecht)
- 2009: Draußen am See
- 2013: Rubinrot (als Madame Rossini)
- 2014: Saphirblau
- 2016: Smaragdgrün
- 2019: Pelikanblut
- 2021: Nebenan

### Fernsehen
- 1995: Schwarz-Rot-Gold – Geld stinkt (als Margarita Hartmann)
- 1996: Marienhof (als Emilia Aicher)
- 1996: OP ruft Dr. Bruckner – Die besten Ärzte Deutschlands
- 1997: Heiß und kalt
- 1997: St. Angela – Ungleiche Zwillinge (als Lydia Vermont)
- 1997: Ein Mord für Quandt – Geld ist geil (als Marlies Markert)
- 1998: Das Traumschiff – Argentinien (als Maria Luisa)
- 1998/2002: Wolffs Revier
  - 1998: Computerspiele (als Margot)
  - 2002: Trennungsmüll (als Tanja Liebrecht)
- 1999: Mordkommission – Zerstörte Träume
- 2000: Der Clown – Knast
- 2000: Dr. Stefan Frank – Der Arzt, dem die Frauen vertrauen – Liebe macht blind
- 2002: Im Visier der Zielfahnder – Endlauf (als Rezeptionistin)
- 2002: Aszendent Liebe (als Paloma Rodriguez)
- 2002–2003: Körner und Köter (als Marianne Schäfer)
- 2002: Die Graslöwen
- 2004: Die Kommissarin – Der Traum vom Glück (als Jutta)
- 2005: Dr. Sommerfeld – Alte Träume, neue Liebe (Film zur Serie) (als Maria Trebiani)
- 2005: Schlafsack für zwei (als Rezeptionistin)
- 2006: Löwenzahn (als Service-Beraterin)
- 2006/2007: In aller Freundschaft (als Ivana Dannheim)
  - 2006: Flucht nach vorn
  - 2007: Für immer…
- 2008: Die Stein – Das Geschenk (als Isabell Contreras)
- 2016: Spreewaldkrimi (als Beamte)
- 2018: Aenne Burda – die Wirtschaftswunderfrau
- 2018: You are wanted
- 2019: Salida Mallorca (Serienpilot)
- 2020: Wodkavariationen
- 2020: In aller Freundschaft – die jungen Ärzte
- 2020: Inga Lindström – Das gestohlene Herz
- 2020: Jerks
- 2020: Neben der Spur ist auch ein Weg
- 2020: Jackpot
- 2023: Praxis mit Meerblick – Rügener Sturköpfe

## Hörspiele
- 1990: Paul Hengge: Ein Pflichtmandat – Regie: Robert Matejka (Hörspiel – RIAS Berlin)